# Xystochroma chloropus
Xystochroma chloropus là một loài bọ cánh cứng trong họ Cerambycidae.